# Сидоров, Вениамин Андреевич

В. А. Сидоров на стеле Героев в Кезе

Вениами́н Андре́евич Си́доров (1924—1943) — старший сержант Рабоче-крестьянской Красной Армии, участник Великой Отечественной войны, Герой Советского Союза (1943 год).

## Биография
Вениамин Сидоров родился 12 августа 1924 года в деревне Изошур (ныне — Кезский район Удмуртии). Окончив среднюю школу, работал в колхозе. В августе 1942 года Сидоров был призван на службу в Рабоче-крестьянскую Красную Армию. С января 1943 года — на фронтах Великой Отечественной войны.
К августу 1943 года старший сержант Вениамин Сидоров командовал орудием 496-го истребительно-противотанкового артиллерийского полка 6-й гвардейской армии Воронежского фронта. Отличился во время Курской битвы. 17 августа 1943 года в бою у села Качаловка Краснокутского района Харьковской области Украинской ССР расчёт Сидорова подбил два вражеских танка. Оставшись из всего расчёта единственным в строю, Сидоров продолжал вести огонь, подбил ещё один танк, но и сам погиб. Похоронен в Качаловке.
Указом Президиума Верховного Совета СССР от 21 сентября 1943 года за «образцовое выполнение боевых заданий командования на фронте борьбы с немецкими захватчиками и проявленные при этом мужество и героизм» старший сержант Вениамин Сидоров посмертно был удостоен высокого звания Героя Советского Союза. Также был награждён орденом Ленина и двумя орденами Отечественной войны 1-й степени.
В честь Сидорова названа улица в посёлке Кез и установлен обелиск в деревне Старая Гыя.